# 切希爾 (康涅狄格州)
切希爾（Cheshire）是美国康涅狄格州新哈芬縣的一個城市。據2010年人口普查，切希爾有人口29,261人。康涅狄格州的人口重心位於切希爾。2009年，切希爾被Money選入最適合生活和100個地方的第72名。在2011年的這項榜單中切希爾排名第73位。在2020年的被Money選入最適合生活和100個地方的第28名